# Michel Emer
Michel Emer, né Michel Benjamin Rosenstein le 19 juin 1906 à Saint-Pétersbourg et mort le 23 novembre 1984 à Neuilly-sur-Seine, est un auteur-compositeur français.

## Biographie
Passionné de jazz, Michel Emer quitte sa famille à l'âge de 17 ans. Il se produit dans divers cabarets comme pianiste et travaille comme chef d'orchestre. Il produit également des émissions de radio et débute dans la variété, la musique de film et l'opérette. À partir des années 1930, Michel Emer se lance dans l'écriture mais il continue à se produire. Il crée également des opérettes, des comédies musicales.
Pendant l'occupation, il se réfugie d'abord à Nice puis s'exile en Suisse.

### Vie privée

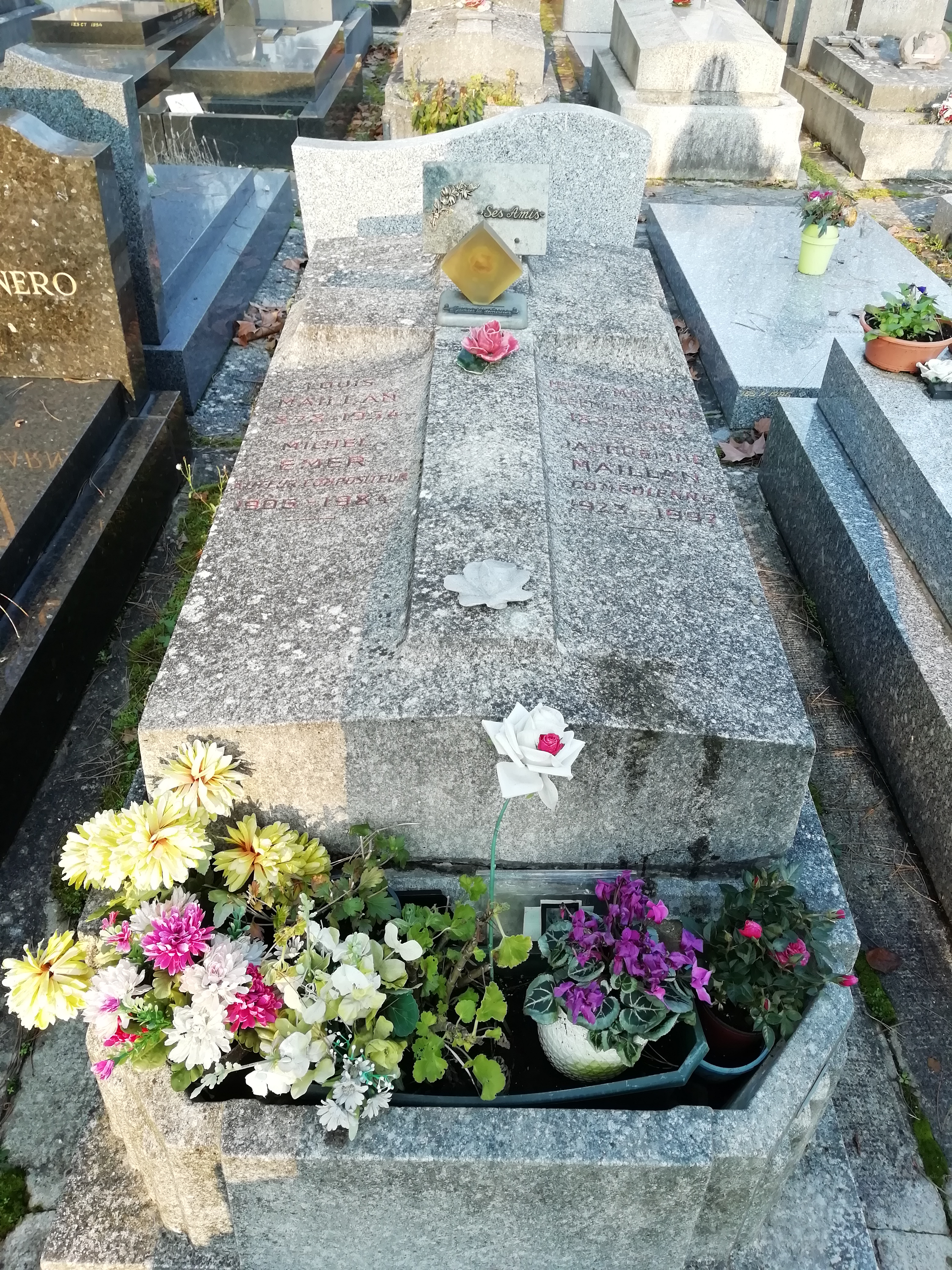
Tombe de Michel Emer et Jacqueline Maillan au cimetière parisien de Bagneux (division 68).

Michel Emer fut l'époux d'Henriette Aghion, célèbre gynécologue dont il a eu deux enfants Laurence et Jacques.
En 1954, il épouse en secondes noces la comédienne Jacqueline Maillan, pour laquelle il a écrit les chansons de ses spectacles.
Michel Emer repose au cimetière parisien de Bagneux (division 68), auprès de son épouse.

## Carrière

### Chansons, ses interprètes
Michel Emer a écrit de nombreuses chansons pour de nombreux interprètes.
Jean Sablon interprète et enregistre sa chanson Béguin-Biguine en 1932 et écrit aussi Si tu m'aimes avec Ordner.
En 1936, Michel Emer cosigne la musique de Y'a d'la joie avec Charles Trenet, dont il a aussi arrangé plusieurs chansons.
Avant de partir pour le front, Michel Emer compose pour Édith Piaf, en février 1940, le titre L'Accordéoniste, la seule chanson qu'elle gardera à son répertoire jusqu'à la fin de sa carrière.
Pour la chanteuse, il écrit plus d'une vingtaine de chansons dont (notamment) : J'm'en fous pas mal, N'y va pas Manuel, Bal dans ma rue, Et moi, Une dame, La fête continue, De l'autre côté de la rue, Télégramme, Si tu partais et l'une des plus connues À quoi ça sert l'amour qu'elle chante en duo avec Théo Sarapo.
Johnny Hallyday a chanté à trois reprises Michel Emer, auteur des paroles françaises de Sentimental (en 1961), Quand ce jour-là viendra (en 1963), et Je te reverrai (en 1964).
L'ont aussi interprété : Fréhel, Maurice Chevalier, Adrien Adrius, Damia, Lys Gauty (La vie est belle), Yves Montand (Rue Lepic, Il chantait tout  le temps), André Claveau, Ray Ventura et ses Collégiens, Luis Mariano, Tino Rossi, Eartha Kitt, Jacqueline François, Odette Laure (Moi j'tricote dans mon coin), Patachou, Marie Dubas, etc.

### Théâtre
- 1977 : Féfé de Broadway de Jean Poiret, mise en scène Pierre Mondy, avec son épouse Jacqueline Maillan, Michel Roux, Roger Carel, Jackie Sardou, Annick Alane; Théâtre des Variétés : musique

### Opérettes
- 1934 : Loulou et ses boys opérette en 3 actes de Marc Cab, Paul Farge et Pierre Bayle, musique Michel Emer et Georges Sellers, Théâtre Daunou, 7 décembre
- 1936 : Quand on a vingt ans, avec Raoul Praxy et Eddy Max au théâtre Antoine, 24 novembre[9]
- 1939 : Billie et son équipe opérette de Michel Emer et Jean Sautreuil, livret André Mouëzy-Éon et Albert Willemetz, Théâtre Mogador, 6 mars
- 1947 : Tambour Battant, opérette avec Raoul Praxy, créé à Besançon
- 1955 : Sérénade à cinq, opérette avec Raoul Praxy et Pierre Jacob, créé à Lyon au Théâtre des Célestins
- 1956 : Drôle de Sérénade, opérette avec Raoul Praxy et Pierre Jacob, produit au Théâtre de l'Étoile de Paris le 3 mars[9]

### Discographie
- 78 tours Polydor 590.165 Hello, Baby, Mademoiselle/ Dans les plaines du Far-West - Michel Emer et son orchestre
- 78 tours Polydor 590.190 Chanson aux nuages/ Perfidia

### Musique de film
(liste partielle)
- 1979 : Féfé de Broadway téléfilm de Jeannette Hubert
- 1973 : Joë petit boum-boum film d'animation de Jean Image
- 1968 : Puce  téléfilm de Jacques Audoir
- 1959 : Houla-Houla de Robert Darène
- 1958 : Madame et son auto de Robert Vernay
- 1958 : Mimi Pinson de Robert Darène
- 1958 : Premier mai de Luis Saslavsky
- 1958 : Le Passager clandestin de Ralph Habib et Lee Robinson
- 1958 : C'est la faute d'Adam de Jacqueline Audry
- 1957 : Sylviane de mes nuits de Marcel Blistène
- 1957 : Fumée blonde de Robert Vernay et André Montoisy
- 1957 : Le Coin tranquille de Robert Vernay
- 1953 : Chasse au crime (TV séries), l'épisode : Police Headquarters
- 1953 : Un acte d'amour de Anatole Litvak
- 1951 : Chacun son tour de André Berthomieu
- 1951 : Les Maîtres nageurs de Henri Lepage
- 1947 : Contre-enquête  de Jean Faurez
- 1939 : Le Paradis de Satan de Félix Gandéra
- 1934 : Les Suites d'un premier lit de Félix Gandéra